# فيورينزولا دردا
فيورينزولا دردا (بالإيطالية: Fiorenzuola d'Arda)‏ هي بلدية في مقاطعة بياتشنزا في إقليم إميليا رومانيا الإيطالي.

## السكان
في سنة 1861 بلغ عدد السكان 6٬546 نسمة، وتطور العدد ليصل في سنة 2011 لـ 14٬886 نسمة.
يظهر هذا المخطط البياني تطور النمو السكاني لـ فيورينزولا دردا

## توأمة
لفيورينزولا دردا اتفاقيات توأمة مع:
- كاماغواي